# 나인티 마일 해변

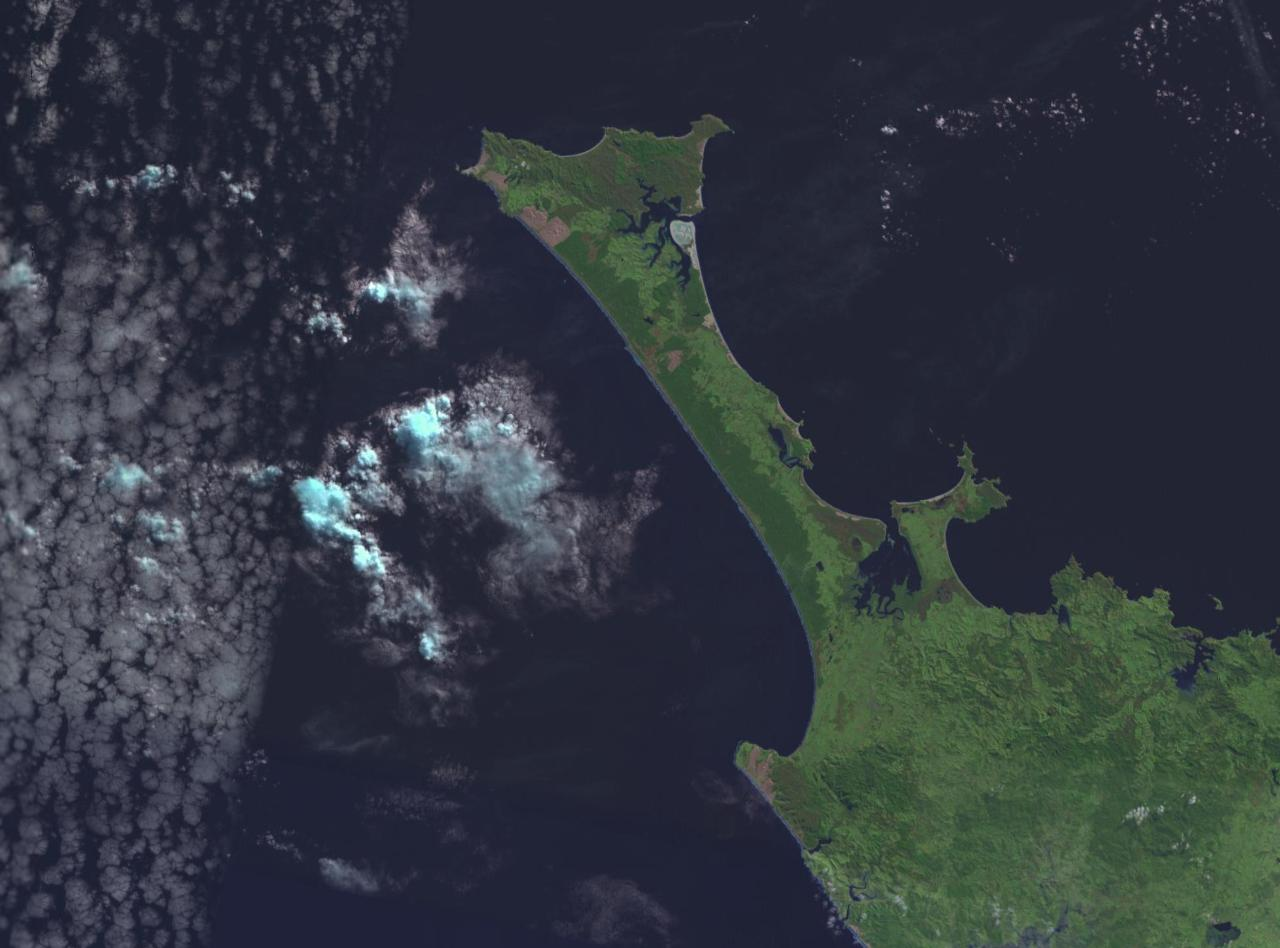
나사 아우포우리 반도와 나인티 마일 해변의 위성사진

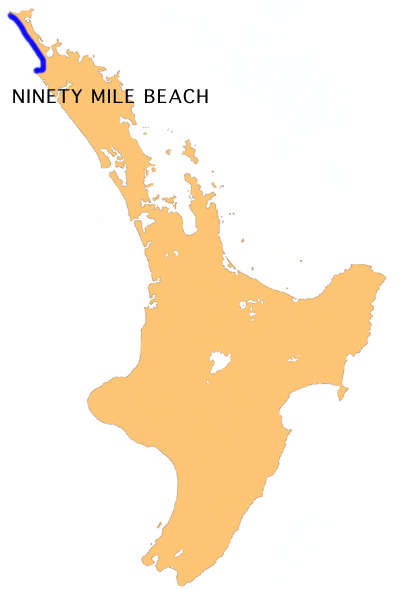
나인티 마일 해변의 위치

나인티 마일 해변(Ninety Mile Beach)은 뉴질랜드 북섬의 최북단 서해안에 위치한 해변이다. 아이타이아의 서쪽에서 레잉가 곶까지 아우포우리 반도를 따라 펼쳐져 있다. 리프 포인트의 갑 가까운 곳에서 시작을 하여 북동쪽으로 뻗어가서 그 길이의 대부분만큼 북서쪽으로 꺾인다. 케이프 마리아 반 디에먼 남쪽 5km 지점의 스콧 포인트에서 끝이 난다.

## 어원
90마일 해변이라는 이름은 실제로는 55 마일 길이이기 때문에 오기된 것이다. 이 이름에 대해 여러 이론이 제시되었는데, 말을 타고 당시 이곳을 여행한 전도사가 하루에 30마일을 갈 수 있는 말을 타고 가서 쉬었는데, 여행하는데 3일 걸렸기 때문에 이 이름이 붙었다고 생각된다. 하지만 그 전도사는 모래를 걷는 말의 느린 걸음을 계산하지는 못했고, 그리하여 그가 90마일을 걸었다고 착각하였다. 와이탕이 조약의 조건으로 인해 보다 전통적인 마오리족 이름이 주어졌을 수도 있다.

## 이용
이 해변의 북쪽에 있는 모래 둔덕은 유명한 관광 명소이다. 이 사막처럼 보이는 모래 둔덕은 여행자에게는 기대하지 못한 특이한 광경이며 특히 육지 쪽에서 온 사람에게는 더더욱 그러하다. 이곳은 종종 바디보딩을 하는 데 이용되기도 한다. 1932년 나인티 마일 해변은 호주와 뉴질랜드 간의 초창기 항공우편용 활주로로 이용되었다. 이곳은 여전히 카이타이아 북쪽의 1번 국도 대체로로 이용된다. 주로 관광용 목적이며, 주도로가 폐쇄되었거나 홍수 또는 산사태가 일어났을 때에는 이곳이 대체로로 이용된다.